# Dachkonstruktion

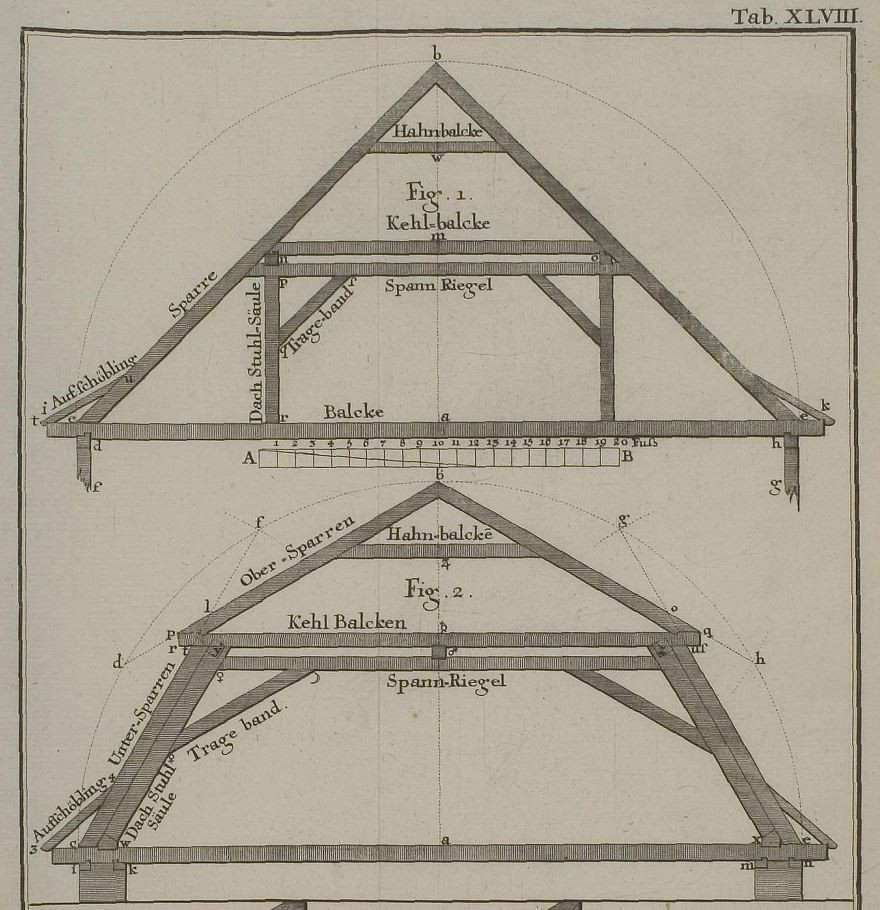
Dachwerk-Fachbegriffe der Barockzeit. Oben: Kehlbalkendach mit doppelt stehendem Stuhl; unten: Mansarddach mit liegendem Stuhl (Johann Friedrich Penther, 1745)

Dachkonstruktion bezeichnet in Architektur und Bauwesen das Tragwerk eines Daches. Synonyme Begriffe sind Dachwerk, Dachtragwerk und Dachgerüst.

## Funktion und Aufbau
Aufgabe der Dachkonstruktion ist es, die anfallenden Lasten (Wind-, Schneelasten etc.) sicher in die anderen tragenden Teile des Bauwerks abzuleiten und die Dachdeckung zu tragen, die ihrerseits das Bauwerk gegen Feuchteeintrag durch Niederschläge an der Oberseite schützt. Die Gestalt des Dachtragwerks wird vorrangig durch die Spannweiten und vorhandenen Bautiefen und die möglichen Dachneigungen des Dachdeckungsmaterials bestimmt.
Nach ihrem Aufbau kann unterschieden werden zwischen
- Dachkonstruktionen, die hauptsächlich aus tragenden Einzelgliedern wie Stäben, Balken oder Seilen zusammengefügt sind und damit Traggerüste bzw. Netze bilden, und
- Flächentragwerken.

Sofern die Haupttragelemente nicht nur in einer Ebene, sondern dreidimensional statisch wirken, spricht man von einem räumlichen Dachtragwerk. Dazu zählen etwa Raumfachwerke oder Gewölbe.

## Dachstuhl
Dachkonstruktionen, die als Traggerüst konzipiert sind, werden vor allem bei traditionellen Dachformen umgangssprachlich als Dachstuhl bezeichnet, in der Zimmermannssprache aber als Dachwerk.
Der Begriff Dachstuhl wird auch dann verwendet, wenn eine Stuhlkonstruktion, die die eigentliche Sparren- und Pfettendachkonstruktion stützt, ohne deren Schub- und Zugkräfte aufzunehmen, gemeint ist.  Dort bezeichnet ein Stuhl eine Stützkonstruktion unterhalb der Sparren, die aus Stuhlsäulen, Rähmen, Streben, Bindern und gegebenenfalls Schwellen gebildet wird und der Aussteifung und der Lastabtragung des Dachwerks dient.

## Dachkonstruktionen im Hausbau

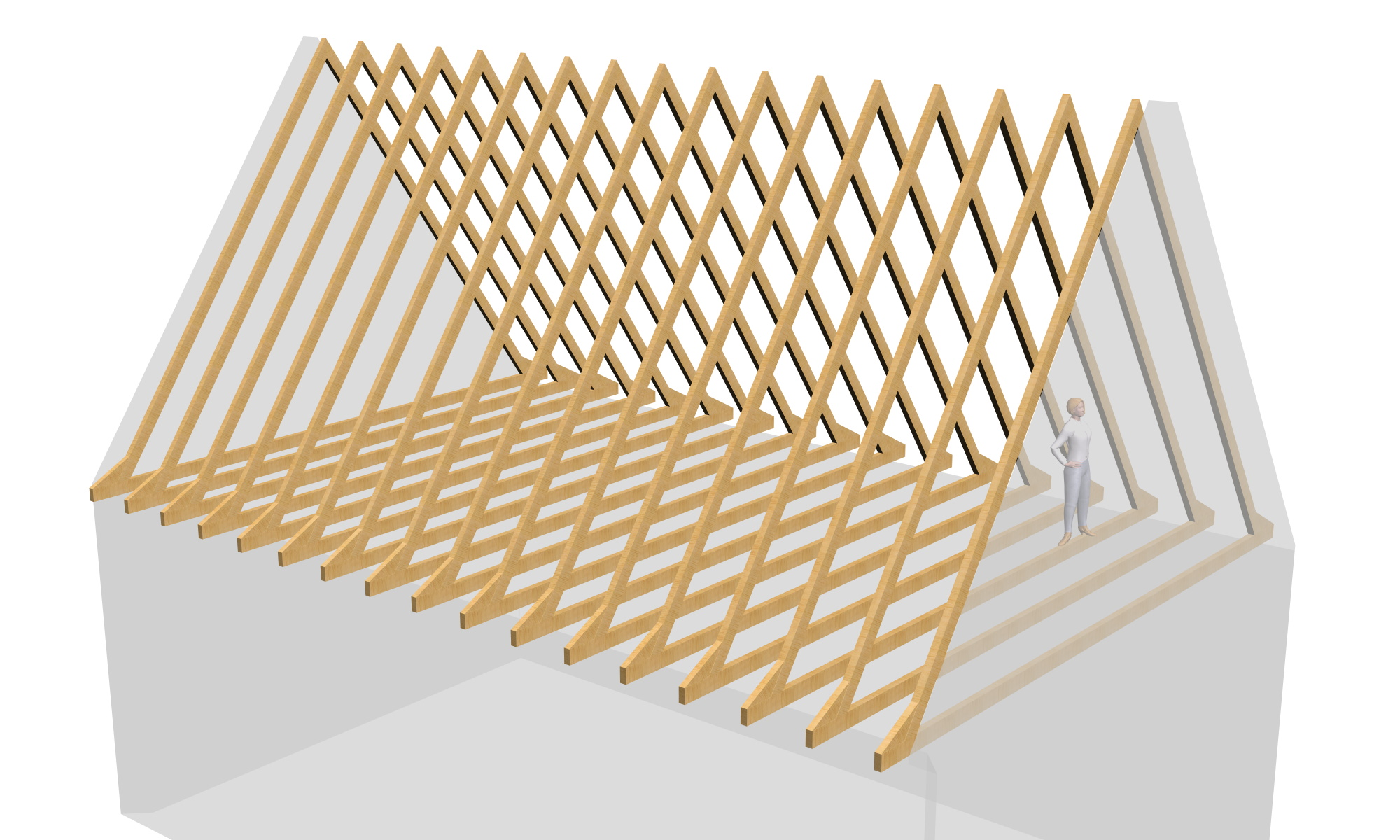
Sparrendach mit Holzbalkendecke

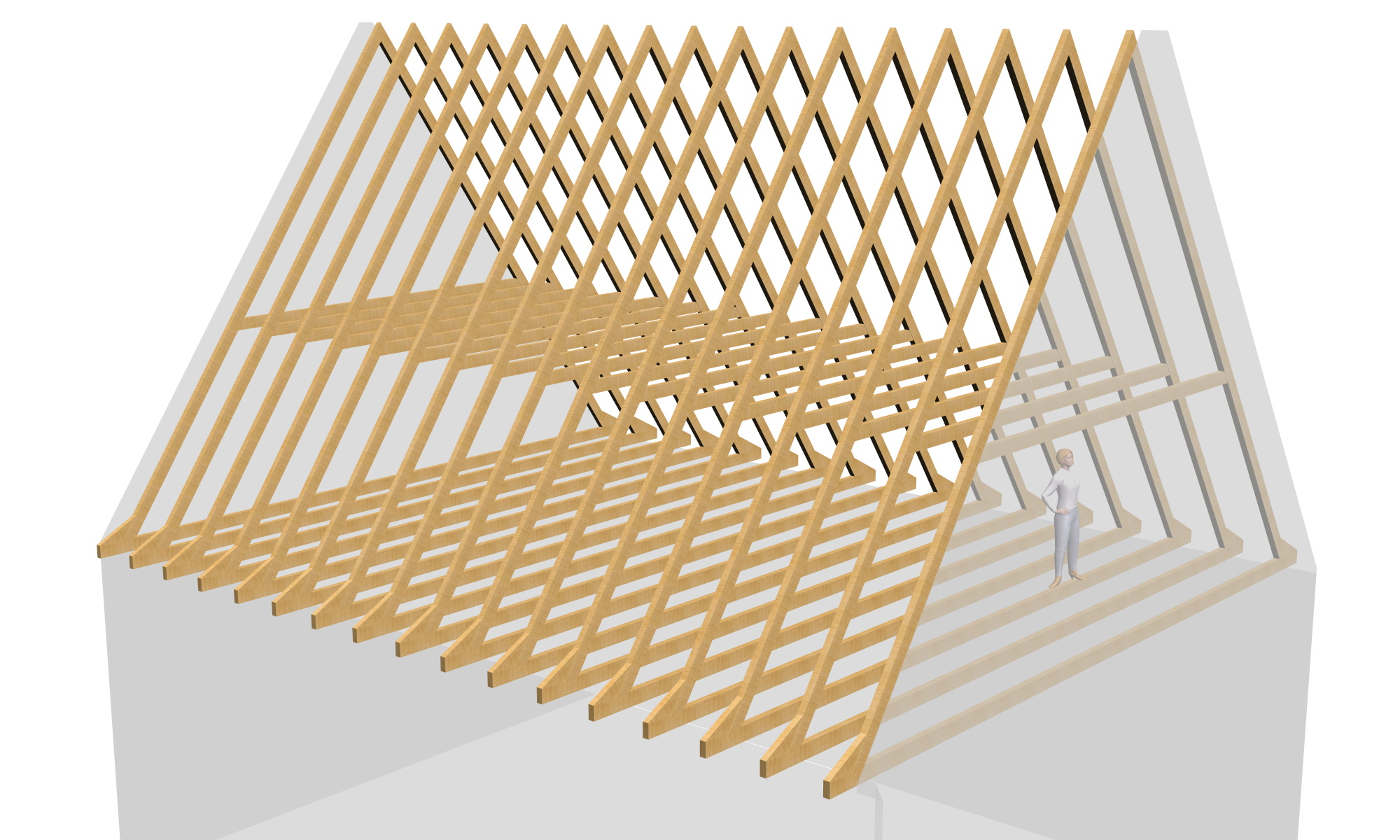
Kehlbalkendach mit Holzbalkendecke

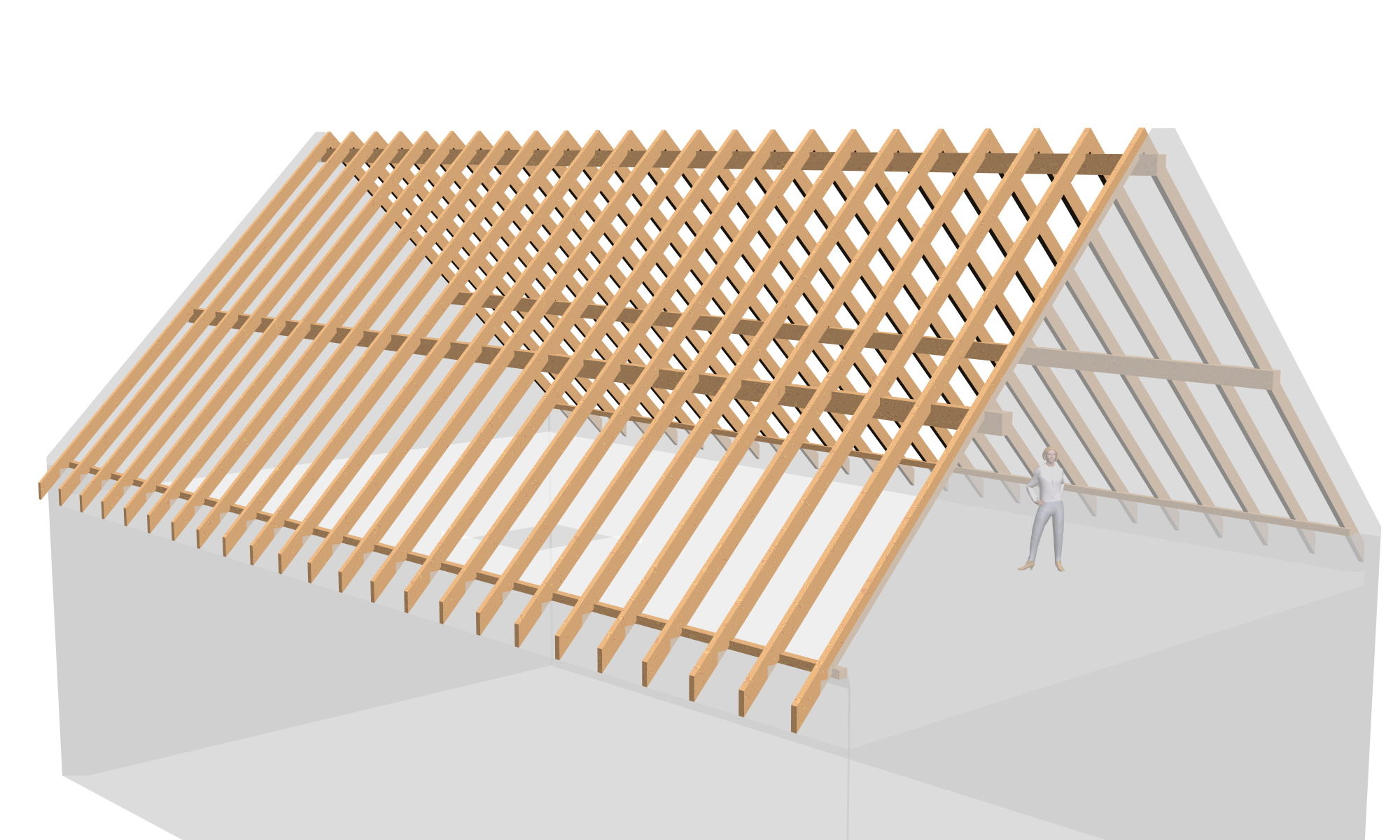
Pfettendach als Satteldach mit Firstpfette, zwei Mittel- und zwei Fußpfetten

Eine nach wie vor bedeutende Rolle bei Dachkonstruktionen im Wohnhausbau spielt der Baustoff Holz, insbesondere für die zwei klassischen Varianten, das Sparrendach und das Pfettendach. Stahl- und Stahlbetonkonstruktionen sowie Holzverbundkonstruktionen (z. B. Leim- und Nagelbinder) finden sich insbesondere bei großen Hallen.

### Tragglieder und Aussteifung
Wesentliche Bestandteile einer hölzernen Dachkonstruktion sind:
- Die Dachlattung bestehend aus einzelnen Dachlatten mit der Mindestabmessung 24/48 mm (Sortierklasse S13, Stützweite < 70 cm, Abstand < 17 cm) bzw. 30/50 mm (Sortierklasse S10)[12] tragen die Dachdeckung und werden auf die Konterlattung und danach der Sparren oder der wie bei einem Harzer Dach mit Konterlattung und Dachschalung (regensicheres Unterdach) befestigt. Zusätzlich kann sie in Kombination mit einem Windrispenband auch zur Längsaussteifung des Dachtragwerkes eingesetzt werden.
- Die Dachschalung trägt am Blechdach und Schieferdach die Dachdeckung, zusätzlich kann sie diagonal ausgeführt der Längsaussteifung dienen. Hinweis: Sie kann auch zur Herstellung eines regensicheren Unterdaches eingesetzt werden.
- Die Sparren tragen die Dachschalung und Dachlattung. Die Verbindung zu Fußpfette, Mauerlatte, Deckenbalken oder Betondecke wird heute häufig über Sparrenhalter  hergestellt.
- Die Pfetten tragen die Sparren. Sie finden Verwendung am Pfettendach; Mittelpfetten sind die am stärksten dimensionierten Bauteile eines Dachtragwerkes.
- Das Kopfband verkleinert die Spannweite der Pfette und dient in einem geringeren Maße der Längsaussteifung des Dachtragwerkes.
- Der Ständer dient als Auflagerpunkt für die Pfette. Er steht auf der obersten Geschossdecke.
- Die Windrispe wird zur Längsaussteifung des Dachtragwerkes eingesetzt. Zum Beispiel alternativ zum Windrispenband, sie wird von unten an den Sparren befestigt.
- Das Windrispenband wird auf den Sparren oder der Dachschalung befestigt und dient der Längsaussteifung des Dachtragwerkes.

### Sparrendach
Das Sparrendach ist eine der traditionellen Dachkonstruktionen zur Herstellung eines Satteldaches. Das hölzerne Sparrendach wurde und wird insbesondere bei schmalen Gebäudebreiten von 7 bis 8 Metern und einer Dachneigung von ≥ 30° gebaut. Durch den Einbau eines Kehlbalkens entsteht ein Kehlbalkendach, eine Sonderform des Sparrendaches. Mit dem Kehlbalkendach lassen sich größere Spannweiten beziehungsweise Gebäudebreiten realisieren.

### Pfettendach
Das Pfettendach ist eine andere Dachkonstruktion zur Herstellung eines Satteldaches. Sein namensgebendes Hauptmerkmal sind die waagerechten Pfetten, auf denen die geneigten Dachsparren aufliegen.

### Sprengwerk und Hängewerk
Spreng- und Hängewerke werden zur Unterstützung des Dachtragwerkes eingesetzt, wenn die Lastabtragung nur auf die Außenwände erfolgen soll. Hallen und Säle können damit stützenfrei bleiben und man kann damit ein Stück lichte Raumhöhe gewinnen. Angewendet werden sie, wenn der Dachraum ausreichend Platz bietet. Der Abstand der einzelnen Gebinde kann ca. 3,5 m bis 5,5 m betragen und die Zwischenabstände können z. B. durch Öffnungen unterbrochen sein.
- Bei einem Sprengwerk werden die Lasten über die (Spreng-)Streben abgetragen. Dabei ist es wesentlich, dass die Last über der abstützenden Konstruktion liegt und ausschließlich über die Stützkonstruktion abgefangen wird. Wird der Balken nur an einer Stelle unterstützt, spricht man von einem einfachen Sprengwerk. Wird er hingegen an zwei Stellen unterstützt, ist es ein "doppeltes Sprengwerk". Die beiden Sprengstreben werden dann zur Aufnahme der Horizontalkräfte durch einen Spannriegel gegeneinander abgestützt. In diesem Falle bleibt also der Raum oberhalb des Brückenträgers vollkommen frei von baulichen Maßnahmen.
- Bei einem Hängewerk werden die Lasten ebenfalls über Streben abgetragen. Allerdings ist es hier wesentlich, dass die Last unter der abstützenden Konstruktion liegt und an einer Hängesäule aufgehängt wird. Das bedeutet, dass in der Hängesäule eine Zugkraft wirkt. In unserem Brückenbeispiel ist also der Raum unterhalb des Brückenträgers weitgehend frei von Bauteilen. Je nach Situation und gewünschtem Effekt wählt man demzufolge ein Sprengwerk oder ein Hängewerk.
- Hängesprengwerke sind Kombinationen aus beiden Konstruktionen.[14]

### Flachdach (ebenes Dach)
Dachkonstruktionen mit geringer oder ohne Neigung wie Flachdach  gleichen statisch abgesehen von ihrer Neigung gleichartigen Deckenkonstruktionen. Die Balkenlage oder die Stahlbetonplatte der letzten Geschossdecke kann also in diesem Fall gleichermaßen die Dachkonstruktion sein.

## Dachkonstruktionen im Hallenbau

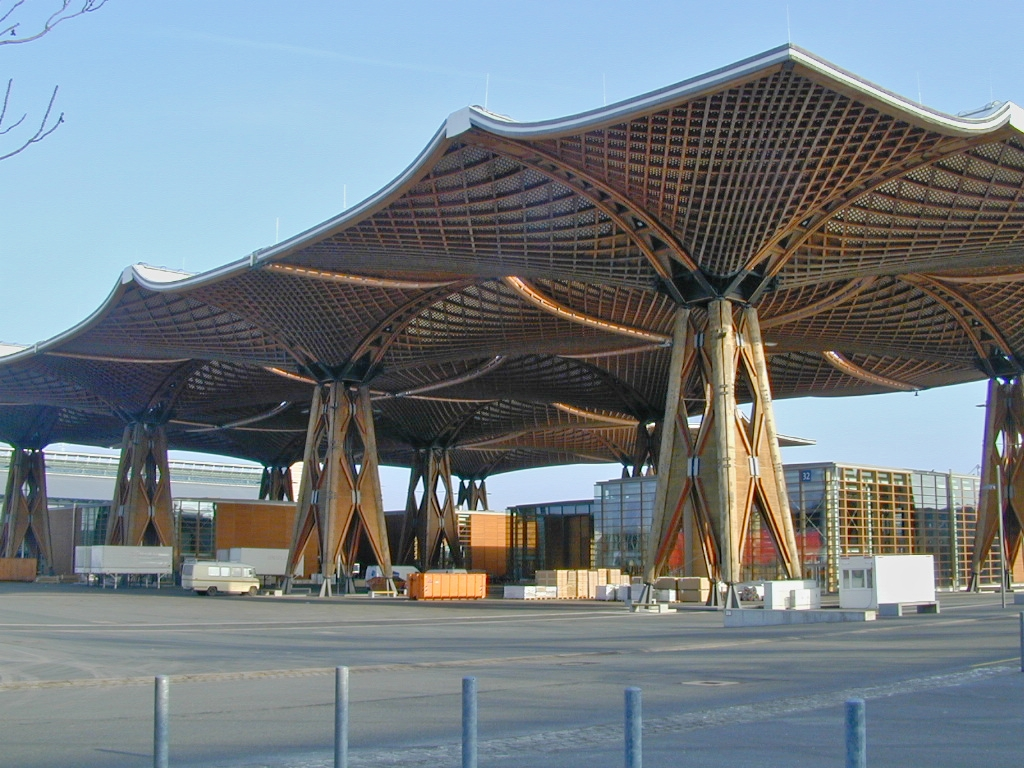
Das größte selbsttragende Holzdach der Welt steht auf der Messe in Hannover und wurde zur EXPO 2000 gebaut

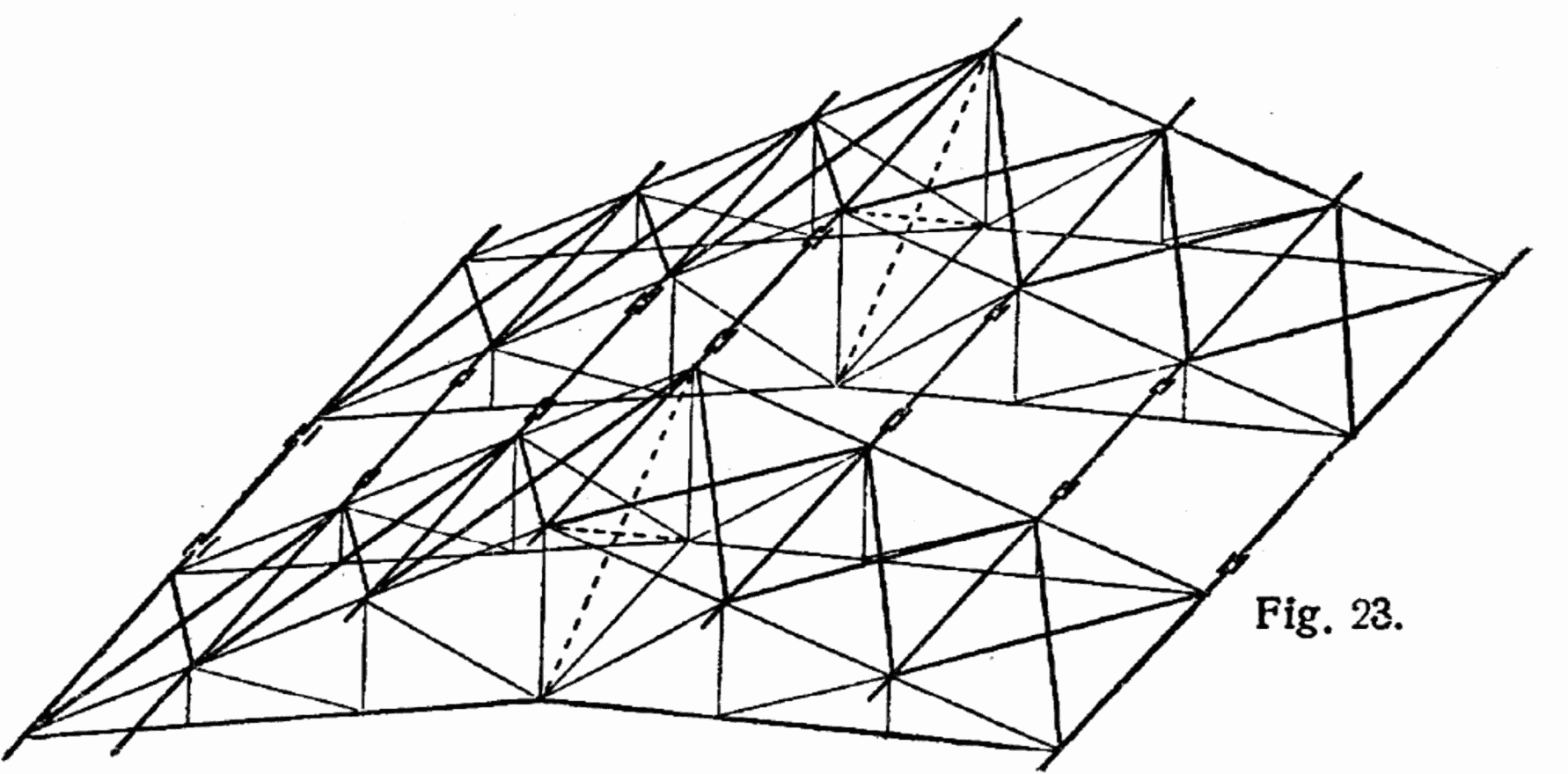
Skizze eines Dachtragwerkes aus Fachwerkträgern (Dreieckförmiger Binder)

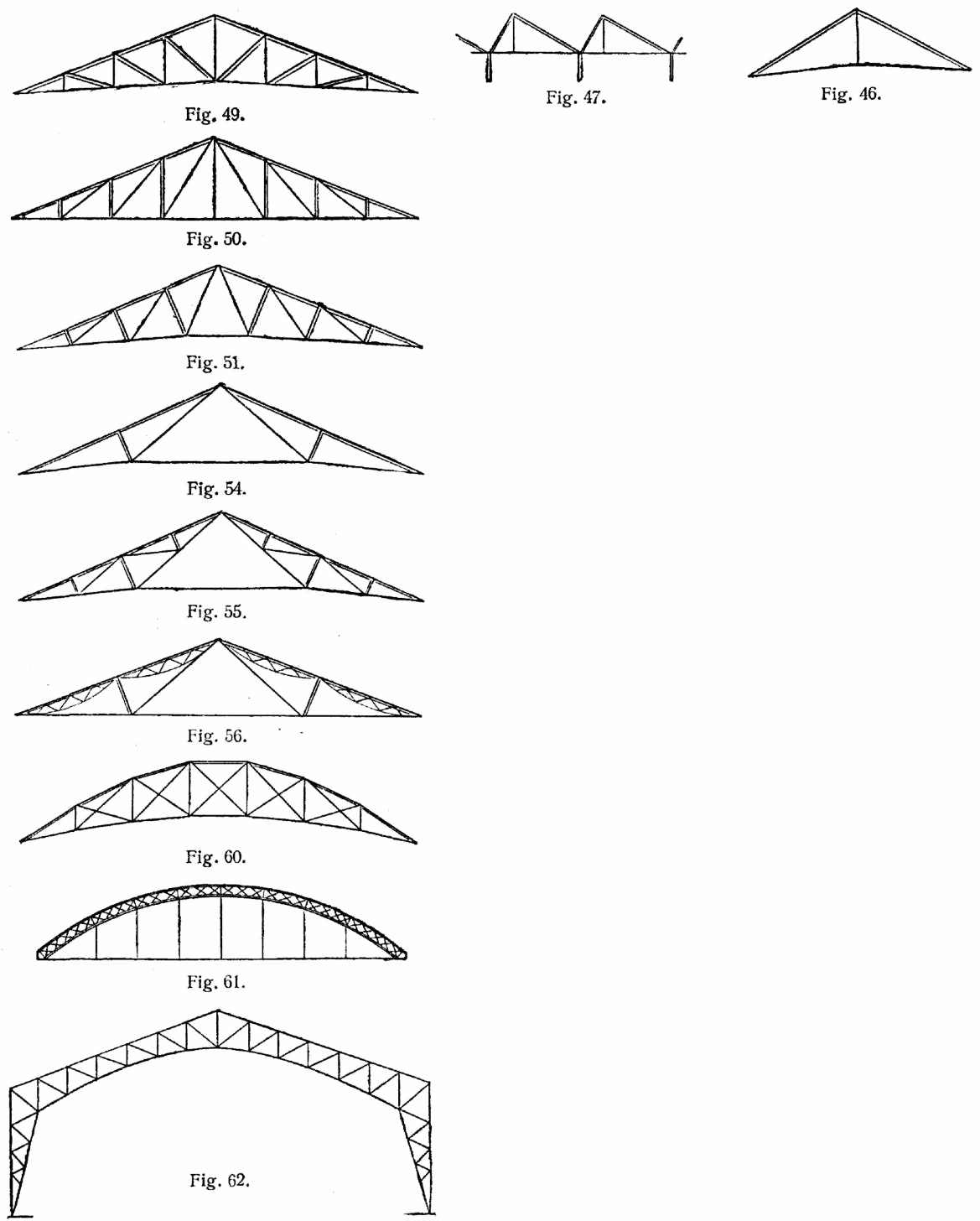
Skizzen verschiedener weitgespannter Dachtragwerke: 49–51 Satteldachbinder
54–56 Polonceaubinder
62 Fachwerkrahmen

Dachtragwerke von Hallen müssen zum einen größere Spannweiten als im Hausbau überspannen und zum anderen durch das großmaßstäbliche Raumgefüge von Hallenbauten maßgeblich zur Standsicherheit des Gesamtbauwerks beitragen. Die weitgespannten Dachtragwerke werden zum Beispiel zum Bau von Reithallen, Sporthallen, Lagerhallen und Industriebauten eingesetzt.

## Ingenieurholzbau
Der Ingenieurholzbau wird ebenfalls vom Zimmerer gefertigt. Die Träger bestehen aus Vollholz, Konstruktionsvollholz oder Brettschichtholz.

### Fachwerkträger
Alle drei statischen Systeme werden mit einem Binderabstand von 4 m bis 10 m errichtet.
- Der Dreieckförmiger Binder in Form eines Satteldaches Spannweiten von 7,5 m bis 30 m und in Form eines Pultdaches Spannweiten von 7,5 m bis 30 m, bei einer Dachneigung von 12° bis 30°.
- Der Trapezförmiger Binder gibt die gleichen Formen und erreicht Spannweiten von 7,5 m bis 30 m, bei einer Dachneigung von 3 bis 8°.
- Der Parallelbinder ist flach und erreicht Spannweiten von 7,5 m bis 60 m.

### Fachwerkrahmen
- Dreigelenkrahmen, Spannweite: Kantholzrahmen 15 m bis 30 m – Rahmen mit Stützen aus Brettschichtholz 25 m bis 50 m
- Einhüftiger Dreigelenkrahmen, Spannweite 10 m bis 20 m
- Zweigelenkrahmen, Spannweite: Kantholzrahmen 15 m bis 40 m – Rahmen mit Stützen aus Brettschichtholz 25 m bis 60 m

### Brettschichtträger
- Paralleler Einfeldträger, Spannweite 10 m bis 35 m
- Satteldachförmiger Einfeldträger, Spannweite 10 m bis 35 m
- Einfeldträger (Geknicktes Satteldach), Spannweite 10 m bis 35 m

### Spannweite um 40Meter
- Parallelgurtiger Binder (eben oder uneben)
- Pultdachbinder (Geneigter Obergurt)
- Pultdachbinder (Geneigter Binder)

### Spannweite um 20Meter
- Satteldachbinder (Dreieck)
- Polonceaubinder

### Unterspannte Träger
Träger mit Spreizen („Luftstützen“) eignen sich für gleichmäßig verteilte Lasten, zum Beispiel eine Glaskonstruktion. Der Obergurt wird auf Biegung beansprucht, er wird zur Stabilisierung überhöht.
- Geneigter Träger mit Vertikalspreize
- Geneigter Träger mit senkrechter Spreize
- Geneigter Träger mit Zweifachunterspreizung
- Geneigter Träger mit Dreifachunterspreizung, Umlenkung erforderlich
- Polonceaubinder, ~ Sparrendach mit angehobenem Zugband und unterspannten Sparren
- Flachgeneigter Polonceaubinder mit tiefliegendem Zugband
- Polonceaubinder mit zweifach gestütztem Sparren als Viergelenkstabzug